# Lancer du disque masculin aux championnats du monde d'athlétisme 2019
Pour un article plus général, voir Championnats du monde d'athlétisme 2019.
Navigation
Londres 2017 Eugene 2022
L'épreuve du lancer du disque masculin des championnats du monde de 2019 se déroule les 28 et 30 septembre 2019 dans le Khalifa International Stadium, au Qatar.

## Résultats

### Finale
| Rang               | Athlète                  | Nationalité | Essais | Essais | Essais | Essais | Essais | Essais | Marque | Notes |
| Rang               | Athlète                  | Nationalité | 1      | 2      | 3      | 4      | 5      | 6      | Marque | Notes |
| ------------------ | ------------------------ | ----------- | ------ | ------ | ------ | ------ | ------ | ------ | ------ | ----- |
| Médaille d'or      | Daniel Ståhl             | Suède       | 66.59  | 67.18  | 67.59  | 65.83  | x      | 67.05  | 67.59  |       |
| Médaille d'argent  | Fedrick Dacres           | Jamaïque    | 64.97  | 66.94  | 64.67  | 63.50  | 62.85  | x      | 66.94  |       |
| Médaille de bronze | Lukas Weißhaidinger      | Autriche    | 66.74  | x      | 66.82  | x      | 63.74  | 66.35  | 66.82  |       |
| 4                  | Alin Alexandru Firfirică | Roumanie    | 63.94  | x      | 66.46  | 65.19  | 63.95  | 64.16  | 66.46  |       |
| 5                  | Apostolos Parellis       | Chypre      | 64.76  | 66.32  | 64.56  | x      | 64.86  | 65.66  | 66.32  | NR    |
| 6                  | Matthew Denny            | Australie   | 65.43  | 63.03  | x      | 64.38  | x      | x      | 65.43  | PB    |
| 7                  | Ehsan Haddadi            | Iran        | 63.80  | 63.80  | 62.51  | 64.29  | 65.16  | 63.32  | 65.16  |       |
| 8                  | Martin Wierig            | Allemagne   | 64.31  | x      | 62.70  | x      | x      | 64.98  | 64.98  |       |
| 9                  | Simon Pettersson         | Suède       | 59.71  | 61.81  | 63.72  |        |        |        | 63.72  |       |
| 10                 | Ola Stunes Isene         | Norvège     | 62.95  | x      | 63.67  |        |        |        | 63.67  |       |
| 11                 | Sam Mattis               | États-Unis  | x      | 63.15  | 63.42  |        |        |        | 63.42  |       |
| 12                 | Andrius Gudžius          | Lituanie    | x      | 61.55  | x      |        |        |        | 61.55  |       |

### Qualifications
Qualification : 65,60 m (Q) ou les 12 meilleurs lancers (q) se qualifient pour la finale.
| Rang | Groupe | Nom                      | Nationalité             | Essais | Essais | Essais | Marque | Notes |
| Rang | Groupe | Nom                      | Nationalité             | 1      | 2      | 3      | Marque | Notes |
| ---- | ------ | ------------------------ | ----------------------- | ------ | ------ | ------ | ------ | ----- |
| 1    | B      | Daniel Ståhl             | Suède                   | x      | 67.88  |        | 67.88  | Q     |
| 2    | A      | Fedrick Dacres           | Jamaïque                | 65.44  | 64.26  | x      | 65.44  | q     |
| 3    | B      | Matthew Denny            | Australie               | 64.48  | 60.94  | 65.08  | 65.08  | q     |
| 4    | A      | Alin Alexandru Firfirică | Roumanie                | 64.55  | 65.05  | x      | 65.05  | q     |
| 5    | B      | Ehsan Haddadi            | Iran                    | 64.84  | 63.05  | 61.29  | 64.84  | q     |
| 6    | B      | Ola Stunes Isene         | Norvège                 | 58.43  | 64.54  | 63.33  | 64.54  | q     |
| 7    | A      | Apostolos Parellis       | Chypre                  | 64.03  | x      | 64.50  | 64.50  | q     |
| 8    | B      | Andrius Gudžius          | Lituanie                | 64.14  | 63.28  | x      | 64.14  | q     |
| 9    | B      | Sam Mattis               | États-Unis              | x      | 63.96  | 60.89  | 63.96  | q     |
| 10   | A      | Simon Pettersson         | Suède                   | 63.65  | 61.98  | 62.43  | 63.65  | q     |
| 11   | A      | Martin Wierig            | Allemagne               | 60.63  | 63.65  | 62.03  | 63.65  | q     |
| 12   | A      | Lukas Weißhaidinger      | Autriche                | 59.94  | 63.31  | 60.77  | 63.31  | q     |
| 13   | A      | Mason Finley             | États-Unis              | x      | 63.22  | x      | 63.22  |       |
| 14   | B      | Christoph Harting        | Allemagne               | 60.31  | 62.04  | 63.08  | 63.08  |       |
| 15   | B      | Traves Smikle            | Jamaïque                | 62.24  | 62.25  | 62.93  | 62.93  |       |
| 16   | A      | David Wrobel             | Allemagne               | 62.43  | 61.47  | x      | 62.43  |       |
| 17   | A      | Piotr Małachowski        | Pologne                 | x      | 62.20  | 61.63  | 62.20  |       |
| 18   | A      | Danijel Furtula          | Monténégro              | x      | x      | 62.12  | 62.12  |       |
| 19   | A      | Martin Kupper            | Estonie                 | x      | 62.10  | 61.71  | 62.10  |       |
| 20   | B      | Mauricio Ortega          | Colombie                | 61.92  | x      | x      | 61.92  |       |
| 21   | B      | Alex Rose                | Samoa                   | 61.80  | x      | x      | 61.80  |       |
| 22   | B      | Bartłomiej Stój          | Pologne                 | x      | 61.21  | 61.79  | 61.79  |       |
| 23   | B      | Robert Urbanek           | Pologne                 | 61.55  | 61.78  | 61.35  | 61.78  |       |
| 24   | B      | Aleksey Khudyakov        | Athlète neutre autorisé | 61.27  | 60.52  | x      | 61.27  |       |
| 25   | A      | Chad Wright              | Jamaïque                | 58.06  | 60.60  | 58.58  | 60.60  |       |
| 26   | B      | Jorge Fernández          | Cuba                    | 60.52  | x      | 60.60  | 60.60  |       |
| 27   | A      | Brian Williams           | États-Unis              | x      | 60.48  | 59.12  | 60.48  |       |
| 28   | A      | János Huszák             | Hongrie                 | 58.17  | 54.67  | 60.45  | 60.45  |       |
| 29   | A      | Philip Milanov           | Belgique                | 60.24  | 60.05  | x      | 60.24  |       |
| 30   | B      | Giovanni Faloci          | Italie                  | 58.83  | x      | 59.77  | 59.77  |       |
| 31   | B      | Kristjan Čeh             | Slovénie                | 59.55  | x      | x      | 59.55  |       |
| 32   | A      | Guðni Valur Guðnason     | Islande                 | x      | 53.91  | x      | 53.91  |       |

## Légende
Records et Performances
- AR : Record continental (area record)
- CR : Record des championnats (championship record)
- MR : Record du meeting (meet record)
- NR : Record national (national record)
- OR : Record olympique (olympic record)
- PR : Record paralympique (paralympic record)
- PB : Record personnel (personal best)
- SB : Meilleure performance personnelle de la saison (season's best)
- WL : Meilleure performance mondiale de l'année (world leader)
- WJR : Record du monde junior (world junior record)
- WR : Record du monde (world record)

Circonstances et Conditions
- DNF : N'a pas terminé (did not finish)
- DNS : N'a pas pris le départ (did not start)
- DQ : Disqualification (disqualification)
- NM : Aucun essai valable enregistré (No Mark)
- Q : Qualifié « directement » au prochain tour (ou à la prochaine compétition), lors d'une compétition majeure, grâce au classement ou à la réalisation des minima (automatic qualifier)
- q : Qualifié au prochain tour (ou à la prochaine compétition), lors d'une compétition majeure, grâce au repêchage ou à la réalisation de l'une des meilleures performances parmi celles des « non qualifiés directement » (grâce au meilleur temps ou à la meilleure distance par exemple) (secondary qualifier)